# Micronycteris sanborni
Micronycteris sanborni — вид родини листконосові (Phyllostomidae), ссавець ряду лиликоподібні (Vespertilioniformes, seu Chiroptera).

## Середовище проживання
Країни поширення: Бразилія. 

## Звички
Швидше за все, комахоїдний.

## Загрози та охорона
Не відомо.